# Phare de l'île Habibas
Le phare des Îles Habibas est un phare de jalonnement situé sur la plus grande île de la côte algérienne, à l'approche du port d'Oran.

## Historique
Il semble qu'avant la colonisation seuls quelques rares fanaux rudimentaires étaient placés aux abords des abris qui servaient de refuge aux vaisseaux barbaresques; tel le fanal ordinaire situé sur la haute tour du Peñon d'Alger. Dès les premières années de la conquête des feux plus efficaces furent installés aux points les plus caractéristiques. C'est ainsi qu'en  1834, les Français installent à la place du fanal d'Alger un appareil consistant en un feu fixe surmonté d'une couronne tournante portant 8 lampes avec réflecteurs disposées de manière à réaliser un feu à éclipses de 30 secondes en 30 secondes.
Le premier rapport officiel traitant de l'éclairage des côtes algériennes est un rapport de la Commission Nautique de l'Algérie de 1843 qui établit un rapport complet "des améliorations à apporter aux feux existants (neuf à l'époque), des feux à établir immédiatement, des feux à établir par la suite".
Son exécution s'échelonna sur plusieurs années, avec les modifications imposées par les progrès de la technique et le développement de la navigation et dont les principales furent décidées par la Commission des Phares de 1861.
En 1878 un feu fixe de quatrième ordre est installé sur les îles Habibas.
Les appareils ont été modifiés périodiquement entre 1860 et 1900. Les plus notables de ces améliorations consistèrent en la substitution de l'huile minérale par l'huile végétale en 1881 puis, par l'adoption de certains feux de lampe à niveau constant.
En 1902, nouveau programme d'amélioration de l'éclairage côtier par la mise en place d'une Commission Nautique Spéciale qui adopte un programme de réalisations prévoyant entre autres la substitution aux feux fixes existants de feux à éclats ou à occultataions avec ou sans secteurs colorés.  Programme qui fut entièrement réalisé de 1904 à 1908 à l'exception de  la jetée Nord du port d'Alger.
L'électrification des feux principaux et des feux de ports fut poursuivie activement depuis la mission scientifique en Algérie, en 1924, de l'Ingénieur en chef du Service Central des Phares.
En outre quatre radiophares ont été mis en service; au phare de l'Amirauté à Alger (1931), au Cap de l'Aiguille (1938), au Cap Caxine (1938) et au Cap Matifou (1942). Les services techniques ont également prévu  l'établissement dans des délais rapprochés de quatre ouvrages supplémentaires au Cap Ténès, au Cap Bengut, au cap Bougaroun et au Cap de Garde.

## Caractéristiques
Les îles Habibas sont situées à 11 000 m environ à l'ouest-nord-ouest du cap Figalo (à l'ouest des Andalouses, Oran).
Le phare, qui date de 1878, est bâti sur le sommet le plus élevé à l'extrémité sud de l'île principale. Tour carrée en maçonnerie lisse, avec chaînes d'angles en maçonnerie de pierres apparentes, sur un bâtiment rectangulaire en maçonnerie de pierres apparentes, avec chaînes d'angles en maçonnerie de pierres apparentes. Dans le bâtiment au pied de la tour, logement de gardien et chambre pour le personnel de passage. Dans l'enceinte du phare, on a des locaux de service. Mur de clôture en maçonnerie de pierres apparentes. À 25 m environ au nord-est, bâtiment rectangulaire en maçonnerie lisse, ocre foncé, haut de 3 m. À 35 m environ à l'est, une cabine, ocre clair. À 25 m environ au sud-ouest, un bâtiment carré en maçonnerie lisse, ocre clair, haut de 3 m. Sur la tour, une lanterne à entretien intérieur.
Le phare, construit en 1878, est constitué d'une tour cylindrique en maçonnerie lisse construite sur la maison du gardien et les locaux techniques. La hauteur de l'édifice est de 13,8 m et il culmine à une hauteur de 113,3 m à partir du niveau de la mer.
La puissance de la lampe est de 180 W / 24 V et l' éclairage est assuré par un feu de couleur blanche; lumière 0,6 s, obscurité 4,4 s. La portée lumineuse est de 20 milles nautiques, soit environ 37 km, ce qui en fait un phare de second ordre.
Il est alimenté en électricité par une batterie de panneaux solaires.